# 澤連基夫
48°46′47″N 30°38′59″E / 48.77972°N 30.64972°E
澤倫基夫（烏克蘭語：Зеленьків）是位於烏克蘭中部的村莊，由切爾卡瑟州裡茲韋尼霍羅德卡區的塔利內市鎮負責管轄。該村面積32.8平方公里，海拔高度169米，2007年人口1,069，人口密度每平方公里32.6人。